# Biserica San Giovanni Battista din Terrusso

Biserica San Giovanni Battista-Terrusso

Biserica San Giovanni Battista este un edificiu religios situat în frazione Terrusso , care face parte de comuna ligure Bargagli , provincia Genova. Casa parochială face parte de Vicariato Medio-Alto Bisagno de Arcidiocesi di Genova.

## Istoric și descriere
Prima capelă a fost ridicată în jurul anului 1645. Pe data de 12 august 1666 , capela este binecuvântată de către vicario general Antonio Ratto. Între anii 1772 și 1773 au loc lucrări la lărgirea capelei , iar în anul 1863 se înalță turnul biserici.
Primele lucrări pentru restructurarea bisericii , din secolul XX , au avut loc în anul 1925 la turn și în 1928 la fațadă. Alte lucrări au loc în anul 1986.

## Galerie fotografică

Biserica văzută din faţă.
Faţada bisericii.
Turnul bisericii.